# Glenwood (Utah)

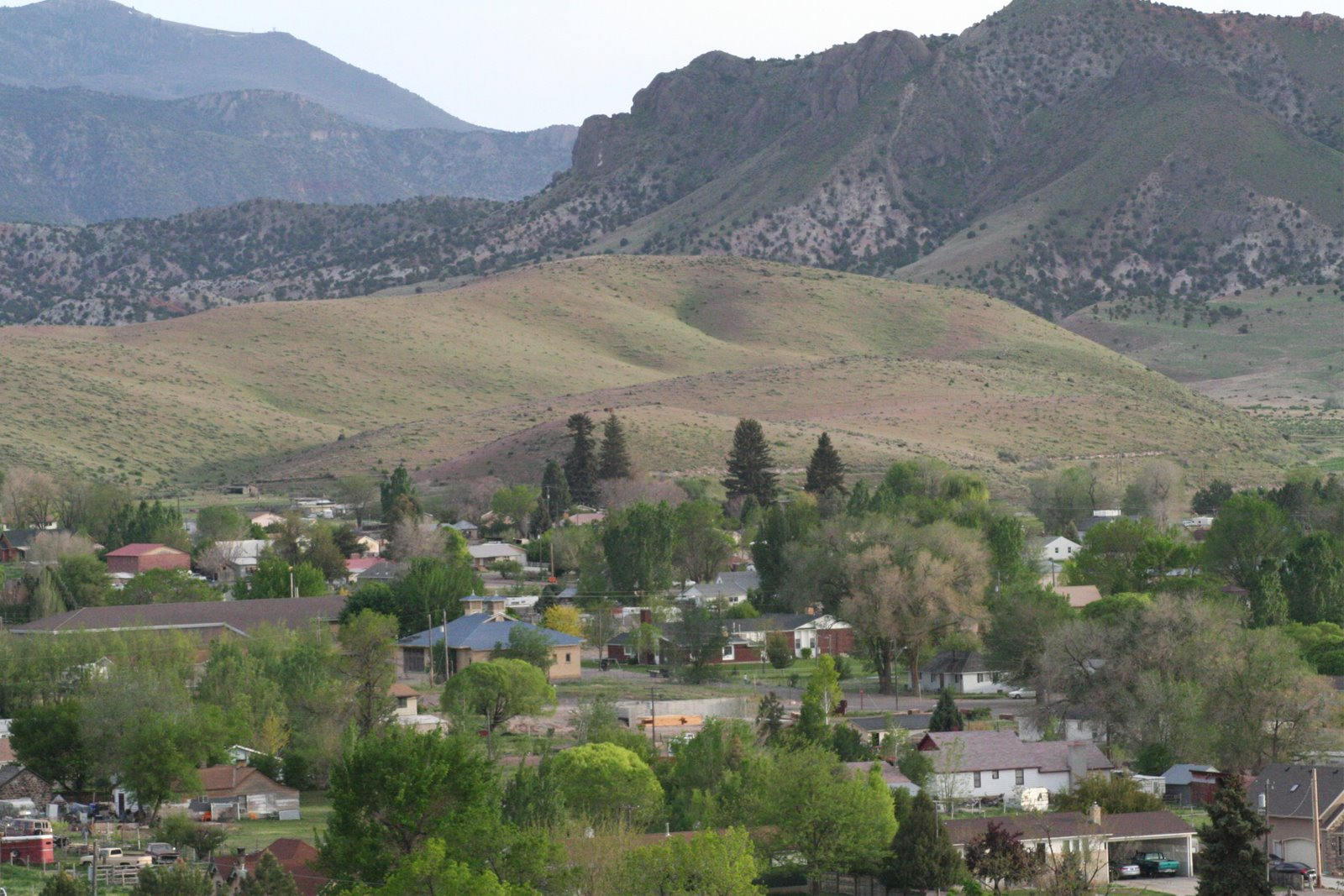
Glenwood, Sevier County, UT

Glenwood es una localidad del condado de Sevier, estado de Utah, Estados Unidos. Según el censo de 2000 la población era de 437 habitantes.

## Historia
Glenwood fue fundado en 1863 por los pioneros mormones. Se le puso el nombre de Glenwood por uno de los primeros pioneros, Robert Wilson Glenn. El nombre original del asentamiento fue Glencoe o Glen Cove, pero fue combiado a Glenwood en noviembre de 1864 cuando Orson Hyde (un líder de la Iglesia de Jesucristo de los Santos de los Últimos Días) visitó el asentamietno y recomendó cambiar el nombre. En abril de 1866 se construyó un fuerte de piedra.
La guerra de 1867 (Black Hawk War) entre los asentados y los indios de la zona dejó Glenwood abandonado por un año, pero fue posteriormente habitado en 1868 tras la llegada de la paz. 
Glenwood era un sitio excelente para un asentamietno, en primavera bajaba el frescor de las colinas al este de la localidad. La primavera también surtía de agua para el uso culinario, y abastece de agua al criadero de pescado del estado de Utah al sureste de la población. Un molino, el primero de este tipo en el condado, fue construido en Glenwood.
Un edificio de la cooperativa mercantil (ZCMI en sus siglas en inglés) fue construido en la intersección de las calles Main y Center en 1873. Fue por años el mayor edificio del condado. Este edificio histórico todavía existe, aunque se encuentra abandonado.
- Datos: Q483380
- Multimedia: Glenwood, Utah / Q483380